# Філіпп Рібу
Філіпп Рібу (фр. Philippe Riboud, нар. 9 квітня 1957, Ліон, Франція) — французький фехтувальник на шпагах, дворазовий олімпійський чемпіон (1980 та 1988), дворазовий срібний призер (1984 та 1988) та дворазовий  бронзовий призер (1980 та 1984) Олімпійських ігор, триразовий чемпіон світу.

## Виступи на Олімпіадах
| Олімпіада         | Дисципліна          | Місце |
| ----------------- | ------------------- | ----- |
| Монреаль 1976     | індивідуальна шпага | 37    |
| Монреаль 1976     | командна шпага      | 9     |
| Москва 1980       | індивідуальна шпага | 3     |
| Москва 1980       | командна шпага      | 1     |
| Лос-Анджелес 1984 | індивідуальна шпага | 3     |
| Лос-Анджелес 1984 | командна шпага      | 2     |
| Сеул 1988         | індивідуальна шпага | 2     |
| Сеул 1988         | командна шпага      | 1     |